# Vincenzo Calvosa
Vincenzo Calvosa (ur. 31 stycznia 1964 w Laino Borgo) – włoski duchowny katolicki, biskup Vallo della Lucania od 2023.

## Życiorys
Święcenia kapłańskie otrzymał 2 maja 1992 i został inkardynowany do diecezji Cassano all’Jonio. Pracował głównie jako duszpasterz parafialny oraz jako dyrektor kilku kurialnych wydziałów (m.in. wydziału duszpasterstwa powołań oraz wydziału ds. sportu). W 2014 mianowany ekonomem diecezjalnym oraz wikariuszem biskupim ds. ekonomicznych.
5 kwietnia 2023 papież Franciszek mianował go ordynariuszem diecezji Vallo della Lucania. 
Sakry biskupiej udzielił mu 3 czerwca 2023 biskup Francesco Savino.